# جيليان هوي
جيليان هوي (بالإنجليزية: Gillian Howie)‏ هي فيلسوفة وكاتِبة بريطانية، ولدت في 1966، وتوفيت في 26 مارس 2013.